# 青木玲子
青木 玲子（あおき れいこ、1956年4月2日 - ）は、日本の経済学者。専門は産業組織論、応用ミクロ理論。一橋大学名誉教授。ニューヨーク州立大学経済学部助教授、オークランド大学経済学部准教授、一橋大学経済研究所教授兼九州大学副学長等を経て、公正取引委員会委員。日本経済学会元会長。
Ph.D.（スタンフォード大学）。専門は理論経済学であり、研究領域は知的財産から技術開発、商品差別化、少子化の経済学にまでおよぶ。ドメイン投票方式に関する研究も行っている。

## 経歴

### 学歴
- 1981年 - 東京大学理学部数学科卒業（理学士）
- 1983年 - 筑波大学大学院経営政策研究科修士課程修了（経済学修士）
- 1983年 - 筑波大学大学院社会工学研究科博士課程中途退学
- 1986年 - スタンフォード大学大学院統計学修士課程修了
- 1987年 - スタンフォード大学大学院経済学部博士課程修了（Ph.D. in Economics）

### 職歴
- 1987年 - オハイオ州立大学経済学部助教授
- 1990年 - ニューヨーク州立大学ストーニーブルック校経済学部助教授
- 1997年 - オークランド大学経済学部講師
- 2003年 - 一橋大学経済研究所助教授
- 2005年 - オークランド大学経済学部准教授
- 2006年 - 一橋大学経済研究所教授（米・欧・ロシア経済研究部門）
  - 2007年-2009年 - 一橋大学評議員
- 2009年 - 内閣府総合科学技術会議議員
- 2014年4月 - 一橋大学附属図書館長[2]、国立大学法人一橋大学学長補佐（図書館担当）
- 2014年10月 - 九州大学副学長（非常勤）、国立大学法人九州大学理事（非常勤）
- 2014年11月 - 一橋大学退職
- 2014年12月 - 九州大学副学長（常勤）、国立大学法人九州大学理事（常勤）、一橋大学経済研究所非常勤研究員
- 2015年4月 - 一橋大学経済研究所客員教授
- 2016年 - 九州大学退職
- 2016年12月 - 公正取引委員会委員
- 2018年5月 - 国立大学法人一橋大学社会科学の発展を考える円卓会議委員[3][4]
- 2020年3月 - 一橋大学名誉教授[5]
- 2020年4月 -  国立大学法人一橋大学経営協議会委員[6]
- 2024年5月 - 2025年5月 日本経済学会会長

## 著書

### 編著
- スザンヌ・スコッチマー『知財創出 イノベーションとインセンティブ』日本評論社、2008年3月。ISBN 978-4-535-51456-0。

### 共著
- （遠山嘉博）『日本・ニュージーランド経済関係の研究』（追手門学院大学オーストラリア研究所, 2004年）